# Legge di bilancio
La legge di bilancio è una legge della Repubblica Italiana con la quale viene approvato il bilancio dello Stato.

## La legge
Essa è lo strumento previsto dall'Articolo 81 della Costituzione italiana attraverso il quale il Governo, con un documento contabile di tipo preventivo, comunica al Parlamento le spese pubbliche e le entrate previste per l'anno successivo in base alle leggi vigenti (a differenza del rendiconto consuntivo, che è invece un documento contabile nel quale sono elencate le entrate e le spese che si sono realizzate nell'anno finanziario a cui il bilancio si riferisce).
In base al citato art. 81, la legge di approvazione del bilancio non può, a differenza della legge di stabilità, introdurre nuovi tributi e nuove spese. Ogni altra norma che introduca nuove spese deve indicarne la rispettiva copertura finanziaria. In base a questo articolo, il Presidente della Repubblica può rifiutare la firma di leggi prive di copertura finanziaria.
La legge 243/2012 ha disposto che, a partire dal 2016, la legge di bilancio costituirà un unico testo legislativo con la legge di stabilità.
Il 28 luglio 2016 il Parlamento ha approvato in via definitiva la legge che disciplina la nuova legge di bilancio, presentata da Francesco Boccia (primo firmatario), presidente della commissione Bilancio della Camera. La Riforma del Bilancio dello Stato è diventata legge con il voto favorevole di oltre l'80% delle forze parlamentari di Camera e Senato.

## Leggi di bilancio dal 1984 ad oggi
- Bilancio 1985 - Legge 22 dicembre 1984, n. 888 (G.U. n.356 del 29/12/1984)
- Bilancio 1986 - Legge 28 febbraio 1986, n. 42 (G.U. n.49 del 28/02/1986)
- Bilancio 1987 - Legge 22 dicembre 1986, n. 911 (G.U. n.301 del 30/12/1986)
- Bilancio 1988 - Legge 11 marzo 1988, n.79 (G.U. n.66 del 19/03/1988)
- Bilancio 1989 - Legge 24 dicembre 1988, n. 542 (G.U. n.305 del 30/12/1988)
- Bilancio 1990 - Legge 27 dicembre 1989, n. 409 (G.U. n.303 del 30/12/1989)
- Bilancio 1991 - Legge 29 dicembre 1990, n. 406 (G.U. n.303 del 31/12/1990)
- Bilancio 1992 - Legge 31 dicembre 1991, n. 416 (G.U. n.305 del 31/12/1991)
- Bilancio 1993 - Legge 23 dicembre 1992, n. 501 (G.U. n.304 del 29/12/1992)
- Bilancio 1994 - Legge 24 dicembre 1993, n. 539 (G.U. n.303 del 28/12/1993)
- Bilancio 1995 - Legge 23 dicembre 1994, n. 726 (G.U. n.304 del 30/12/1994)
- Bilancio 1996 - Legge 28 dicembre 1995, n. 551 (G.U. n.302 del 29/12/1995)
- Bilancio 1997 - Legge 23 dicembre 1996, n. 664 (G.U. n.303 del 28/12/1996)
- Bilancio 1998 - Legge 27 dicembre 1997, n. 453 (G.U. n.303 del 31/12/1997)
- Bilancio 1999 - Legge 23 dicembre 1998, n. 454 (G.U. n.303 del 30/12/1998)
- Bilancio 2000 - Legge 23 dicembre 1999, n. 489 (G.U. n.302 del 27/12/1999)
- Bilancio 2001 - Legge 23 dicembre 2000, n. 389 (G.U. n.302 del 29/12/2000)
- Bilancio 2002 - Legge 28 dicembre 2001, n. 449 (G.U. n.301 del 29/12/2001)
- Bilancio 2003 - Legge 27 dicembre 2002, n. 290 (G.U. n.305 del 31/12/2002)
- Bilancio 2004 - Legge 24 dicembre 2003, n. 351 (G.U. n.299 del 27/12/2003)
- Bilancio 2005 - Legge 30 dicembre 2004, n. 312 (G.U. n.306 del 31/12/2004)
- Bilancio 2006 - Legge 23 dicembre 2005, n. 267 (G.U. n.302 del 29/12/2005)
- Bilancio 2007 - Legge 27 dicembre 2006, n. 298 (G.U. n.300 del 28/12/2006)
- Bilancio 2008 - Legge 24 dicembre 2007, n. 245 (G.U. n.300 del 28/12/2007)
- Bilancio 2009 - Legge 22 dicembre 2008, n. 204 (G.U. n.303 del 30/12/2008)
- Bilancio 2010 - Legge 23 dicembre 2009, n. 192 (G.U. n.302 del 30/12/2009)
- Bilancio 2011 - Legge 13 dicembre 2010, n. 221 (G.U. n.297 del 21/12/2010)
- Bilancio 2012 - Legge 12 novembre 2011, n. 184 (G.U. n. 265 del 14/11/2011, S.O. n. 234)
- Bilancio 2013 - Legge 24 dicembre 2012, n. 229 (G.U. n. 302 del 29/12/2012, S.O. n. 212)
- Bilancio 2014 - Legge 27 dicembre 2013, n. 148 (G.U. n. 302 del 27/12/2013, S.O. n. 88)
- Bilancio 2015 - Legge 23 dicembre 2014, n. 191 (G.U. n. 300 del 29/12/2014, S.O. n. 100)
- Bilancio 2016 - Legge 28 dicembre 2015, n. 209 (G.U. n. 302 del 30/12/2015, S.O. n. 71)
- Bilancio 2017 - Legge 11 dicembre 2016, n. 232 (G.U. n. 297 del 21/12/2016, S.O. n. 57)
- Bilancio 2018 - Legge 27 dicembre 2017, n. 205 (G.U. n. 302 del 29/12/2017, S.O. n. 62)
- Bilancio 2019 - Legge 30 dicembre 2018, n. 145 (G.U. n. 302 del 31/12/2018, S.O. n. 62)
- Bilancio 2020 - Legge 27 dicembre 2019, n. 160 (G.U. n. 304 del 30/12/2019, S.O. n. 45)
- Bilancio 2021 - Legge 30 dicembre 2020, n. 178 (G.U. n. 322 del 30/12/2020, S.O. n. 46)
- Bilancio 2022 - Legge 30 dicembre 2021, n. 234 (G.U. n. 310 del 31/12/2021, S.O. n. 49)
- Bilancio 2023 - Legge 29 dicembre 2022, n. 197 (G.U. n. 303 del 29/12/2022, S.O. n. 43)
- Bilancio 2024 - Legge 30 dicembre 2023, n. 213 (G.U. n. 303 del 30/12/2023, S.O. n. 40)
- Bilancio 2025 - Legge 30 dicembre 2024, n. 207 (G.U. n. 305 del 31/12/2024, S.O. n. 43)

## Riferimenti normativi
- Legge 31 dicembre 2009, n. 196 - Legge di contabilità e finanza pubblica
- Legge 4 agosto 2016, n. 163 - Modifiche alla legge 31 dicembre 2009, n. 196, concernenti il contenuto della legge di bilancio, in attuazione dell'articolo 15 della legge 24 dicembre 2012, n. 243